# カルロ・ファリーナ (指揮者)
カルロ・ファリーナ（イタリア語: Carlo Farina, 1921年11月7日 - 1980年2月19日）は、イタリア出身の指揮者。
サンレーモの出身。トリノのヴェルディ音楽院でジュリオ・チェーザレ・ゲッダやフランコ・アルファーノらの薫陶を受け、作曲、ピアノと指揮を専攻した。卒業後は、トリノ王立歌劇場で下積みをし、1953年にサンレモ交響楽団の首席指揮者に就任し、1979年まで務めた。任期中の1958年から1962年までイ・ポメリッジ・ムジカーリの指揮者も務めている。
サンレーモにて病没。